# Prochaine élection présidentielle ukrainienne
La prochaine élection présidentielle ukrainienne doit avoir lieu, à une date cependant encore indeterminée, afin d'élire au suffrage universel le président de l'Ukraine.
Initialement prévu le 31 mars 2024, le scrutin est reporté en raison de l'invasion du pays par la Russie en février 2022. Cette dernière entraîne notamment l'instauration de la loi martiale, conduisant le gouvernement à repousser le scrutin tant que cette dernière reste en vigueur.
Le président sortant, Volodymyr Zelensky, est éligible à un second mandat.

## Contexte

### Élection présidentielle de 2019

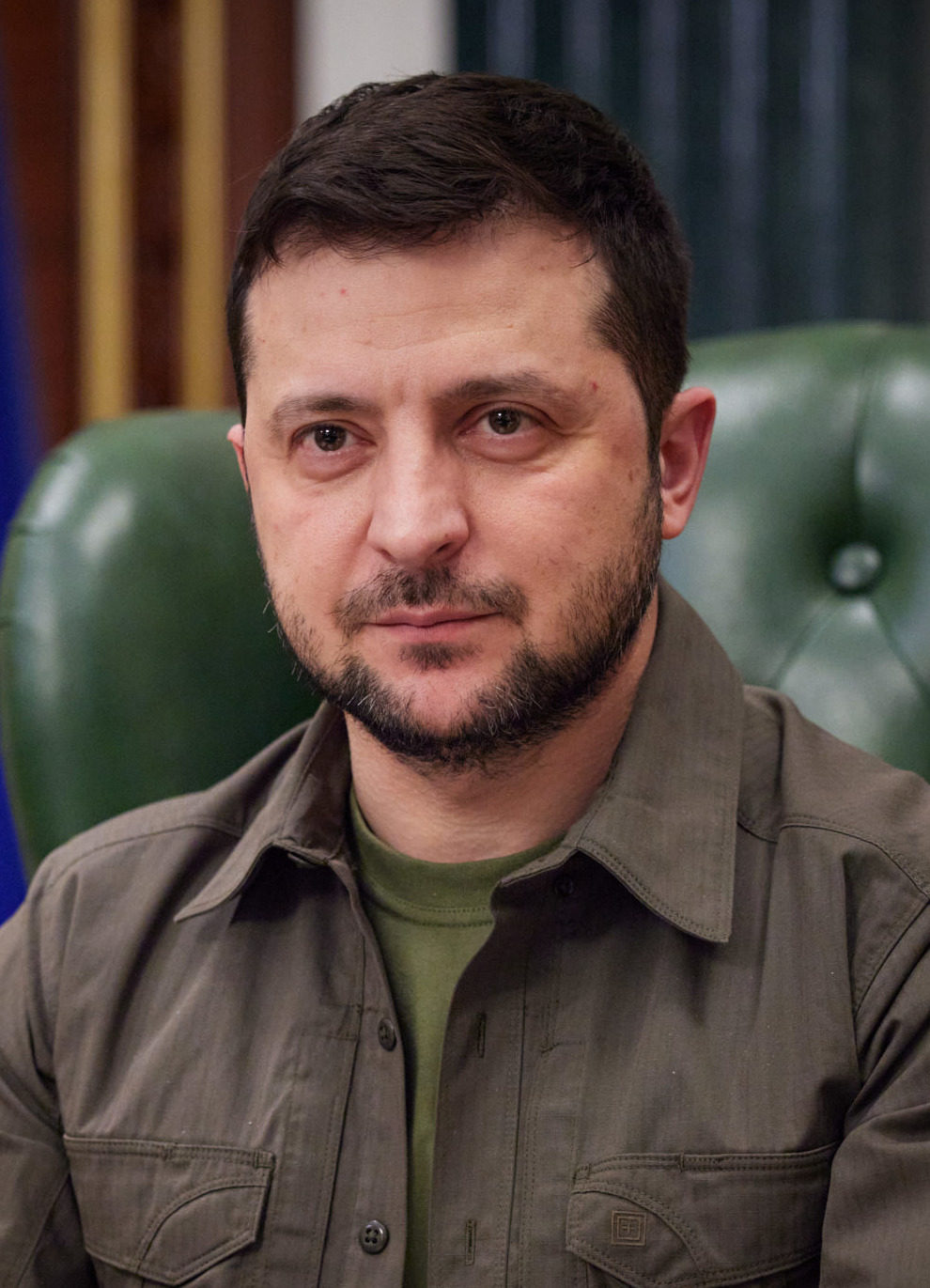
Volodymyr Zelensky.

L'élection présidentielle de 2019 voit s'affronter un nombre record de candidats. L’humoriste et acteur Volodymyr Zelensky arrive en tête du premier tour, devant le président sortant Petro Porochenko, candidat à un second mandat. Longtemps donnée favorite, l’ancienne Première ministre Ioulia Tymochenko échoue de peu à se qualifier pour le second tour. Largement favori dans les sondages, Volodymyr Zelensky remporte le second tour avec 73,2 % des voix, Petro Porochenko reconnaissant sa défaite dès le soir du scrutin.
La transition présidentielle se traduit cependant par des dissensions entre le président élu et la majorité parlementaire sortante, ce qui amène le président élu à convoquer de manière anticipée des élections législatives trois mois plus tard. Ces dernières voient son parti, Serviteur du peuple, remporter seul la majorité absolue des sièges, une première depuis le rétablissement du multipartisme dans le pays.

### Guerre avec la Russie
Dès la première année de sa présidence, les partisans d'un rapprochement avec les Occidentaux reprochent à Volodymyr Zelensky de replier les troupes ukrainiennes sans contrepartie et de s’incliner face à la Russie, Zelensky s'étant donné pour priorité d'obtenir un cessez-le-feu avec les séparatistes prorusses de l'Est de l'Ukraine engagés dans la guerre du Donbass contre l'armée ukrainienne. Le 6 octobre 2019, quelque dix mille personnes, dont des combattants, se rassemblent sur la place de l'Indépendance pour protester contre son projet d'accorder l'autonomie au Donbass séparatiste.
Le mandat de Volodymyr Zelensky est profondément marqué par l'invasion de l'Ukraine par la Russie, le 24 février 2022. Sa conduite de la résistance ukrainienne est saluée par la presse internationale et de nombreux gouvernements étrangers,. Contre toute attente, le gouvernement ukrainien parvient à se maintenir et à repousser l'attaque des troupes russes sur la capitale, Kiev. Les Russes revoient alors leur stratégie en se concentrant sur l'Est du pays, tandis que l'Ukraine bénéficie du soutien des États-Unis et de l'Union européenne en termes de financement et de matériel militaire. Quelques mois après le début de l'invasion, Vladimir Poutine annonce l'annexion à la Russie des oblasts de Donetsk, Kherson, Louhansk et Zaporijjia, dont la Russie contrôle une partie du territoire. Les deux premiers étaient alors déjà sous le contrôle des républiques populaires autoproclamées de Donetsk et de Lougansk, deux régions séparatistes prorusses. Ces annexions, non reconnues par la communauté internationale, s'ajoutent à celle de la Crimée, annexée dès 2014.
Le Conseil de défense et de sécurité nationale d'Ukraine, soutenu par Volodymyr Zelensky, décide le 20 mars 2022 la suspension de onze partis politiques en raisons de leurs liens avec la Russie. Sur les onze, deux partis sont alors présents à la Rada : la Plateforme d'opposition – Pour la vie de Iouri Boïko — ancien directeur de cabinet du président Viktor Ianoukovytch, exilé en Russie — et le Bloc d'opposition mené par Yevheniy Mouraïev, issu de la scission du premier,. L'un d'entre eux, le parti Nashi, avait fait l'objet un mois avant l'invasion russe d'une alerte du ministère des Affaires étrangères britanniques, selon lequel Moscou avait pour projet d'installer son dirigeant, Yevheniy Mouraïev, à la tête du pays. Les partis sont progressivement bannis sur décisions de justice au cours des mois qui s'ensuivent,,.

### Report de l'élection
La Constitution de 1996 dispose que l'élection présidentielle a lieu le dernier dimanche du mois de mars de la cinquième année du mandat du président sortant, sauf changement de date voté par le Parlement. Le premier tour est par conséquent prévu le 31 mars 2024, avec un éventuel second tour trois semaines après le premier, soit le 21 avril 2024,.
Les effets de l'invasion russe sur l'élection sont longtemps incertains, celle-ci provoquant notamment l'enclenchement de la loi martiale, renouvelée tous les 90 jours par la Rada. En mai 2023, le gouvernement finit par reconnaître l'impossibilité d'organiser le scrutin, la constitution ne le permettant pas tant que la loi martiale est en vigueur. Fin novembre 2023, l'ensemble des dirigeants et des représentants des partis représentés à la Rada s'accordent sur un mémorandum prévoyant la tenue des élections législatives et présidentielle au moins six mois après la fin de la loi martiale. La majorité des ukrainiens s'accordent sur l'impossibilité de mener l'élection en temps de guerre du fait des bombardements russes, de l'enrôlement de plusieurs centaines de milliers d’entre eux dans l’armée et de l'exil de plusieurs millions d'autres réfugiés à travers le monde. Le gouvernement russe ne manque cependant pas d'instrumentaliser la situation, jugeant le président Zelensky « illégitime » à partir de l'expiration théorique de son mandat le 20 mai 2024,,.

## Mode de scrutin
Le président de l'Ukraine est élu au scrutin uninominal majoritaire à deux tours pour un mandat de cinq ans, renouvelable une seule fois de manière consécutive. Est élu le candidat qui réunit la majorité absolue de l'ensemble des suffrages, y compris les votes blancs et nuls. Si aucun candidat n’obtient cette majorité au premier tour, un second est organisé trois semaines plus tard entre les deux candidats arrivés en tête, et celui recueillant le plus de suffrages est déclaré élu.

## Candidats
Les personnes de cette section ont exprimé leur intérêt à se présenter à la présidence.

### Candidat potentiels
- Oleksiy Arestovytch, ancien officier du renseignement, blogueur, acteur, chroniqueur politique et militaire, actuel conseiller du chef de cabinet du président ukrainien[24],[25].
- Ioulia Tymochenko, ancienne Première ministre d'Ukraine, candidate en 2010, 2014 et 2019. Après l'invasion de l'Ukraine par la Russie, elle annonce qu'elle ne souhaite pas la tenue d'une élection et qu'elle n'y participera pas en temps de guerre mais est considérée comme une candidate potentielle.
- Volodymyr Zelensky, président sortant, éligible pour un second mandat.
- Petro Porochenko, président de l'Ukraine de 2014 à 2019. Il se positionne dès sa défaite en 2019 comme candidat à la prochaine élection présidentielle.

### Autre candidat possible
- Vareli Zaloujny, candidat indépendant et actuellement ambassadeur du Royaume-Uni depuis 2024.